# Werner Döring
Werner Döring (Berlino, 2 settembre 1911 – Malente, 6 giugno 2006) è stato un fisico tedesco.
È stato professore ordinario presso l'Università di Amburgo. Il suo interesse principale era la teoria del magnetismo. I suoi libri sulla fisica teorica hanno influenzato diverse generazioni di studenti.
Egli è ricordato per la teoria di Becker-Döring di nucleazione di gocce di liquido nei solidi (in fisica della materia condensata).

## Pubblicazioni principali
- R. Becker, W. Döring, Kínetische Behandlung der Keimbildung in übersättigten Dämpfen, Annalen der Physik 24, 719 (1935)
- R. Becker, W. Döring, Ferromagnetismus, Berlin, Springer 1939
- W. Döring, Einführung in die Theoretische Physik (Sammlung Göschen; fünf Bände: Mechanik,  Elektrodynamik, Optik, Thermodynamik, Statistische Mechanik), Berlin, 1957
- W. Döring, Einführung in die Quantenmechanik, Vandenhoeck & Ruprecht, Göttingen 1962
- W. Döring, Mikromagnetismus, in: Handbuch der Physik, S. Flügge Ed., Bd. XVIII/2, 1966
- W. Döring, Point Singularities in Micromagnetism, J. Appl. Phys. 39, 1006 (1968)
- W. Döring, Atomphysik und Quantenmechanik (Band 1: Grundlagen - Berlin: De Gruyter, 2. verbesserte Auflage 1981, ISBN 3-11-008199-7; Band 2: Die allgemeinen Gesetze, ditto, 1976,  ISBN 3-11-004590-7; Band 3: Anwendungen, ditto, 1979, ISBN 3-11-007090-1)